# Montceaux-lès-Meaux
Montceaux-lès-Meaux és un municipi francès, situat al departament de Sena i Marne i a la regió de Illa de França. L'any 2007 tenia 618 habitants.
Forma part del cantó de La Ferté-sous-Jouarre, del districte de Meaux i de la Comunitat d'aglomeració del Pays de Meaux.

## Demografia

### Població
El 2007 la població de fet de Montceaux-lès-Meaux era de 618 persones. Hi havia 228 famílies, de les quals 44 eren unipersonals (24 homes vivint sols i 20 dones vivint soles), 60 parelles sense fills, 96 parelles amb fills i 28 famílies monoparentals amb fills.
La població ha evolucionat segons el següent gràfic:
Habitants censats

### Habitatges
El 2007 hi havia 254 habitatges, 227 eren l'habitatge principal de la família, 13 eren segones residències i 14 estaven desocupats. 246 eren cases i 6 eren apartaments. Dels 227 habitatges principals, 193 estaven ocupats pels seus propietaris, 25 estaven llogats i ocupats pels llogaters i 9 estaven cedits a títol gratuït; 3 tenien una cambra, 7 en tenien dues, 31 en tenien tres, 59 en tenien quatre i 127 en tenien cinc o més. 172 habitatges disposaven pel capbaix d'una plaça de pàrquing. A 76 habitatges hi havia un automòbil i a 136 n'hi havia dos o més.

### Piràmide de població
La piràmide de població per edats i sexe el 2009 era:
| Homes | Edats   | Dones |
| ----- | ------- | ----- |
| 0     | 95 o +  | 0     |
| 0     | 90 a 94 | 0     |
| 0     | 85 a 89 | 0     |
| 0     | 80 a 84 | 0     |
| 12    | 75 a 79 | 16    |
| 4     | 70 a 74 | 12    |
| 12    | 65 a 69 | 12    |
| 8     | 60 a 64 | 8     |
| 8     | 55 a 59 | 4     |
| 24    | 50 a 54 | 12    |
| 28    | 45 a 49 | 24    |
| 20    | 40 a 44 | 24    |
| 24    | 35 a 39 | 44    |
| 24    | 30 a 34 | 24    |
| 4     | 25 a 29 | 12    |
| 12    | 20 a 24 | 8     |
| 28    | 15 a 19 | 20    |
| 48    | 10 a 14 | 12    |
| 20    | 5 a 9   | 24    |
| 20    | 0 a 4   | 4     |

## Economia
El 2007 la població en edat de treballar era de 421 persones, 332 eren actives i 89 eren inactives. De les 332 persones actives 304 estaven ocupades (158 homes i 146 dones) i 28 estaven aturades (16 homes i 12 dones). De les 89 persones inactives 28 estaven jubilades, 38 estaven estudiant i 23 estaven classificades com a «altres inactius».

### Ingressos
El 2009 a Montceaux-lès-Meaux hi havia 226 unitats fiscals que integraven 590,5 persones, la mediana anual d'ingressos fiscals per persona era de 24.717 €.

### Activitats econòmiques
Dels 23 establiments que hi havia el 2007, 2 eren d'empreses extractives, 7 d'empreses de construcció, 4 d'empreses de comerç i reparació d'automòbils, 1 d'una empresa d'hostatgeria i restauració, 1 d'una empresa d'informació i comunicació, 1 d'una empresa financera, 1 d'una empresa immobiliària, 4 d'empreses de serveis i 2 d'empreses classificades com a «altres activitats de serveis».
Dels 7 establiments de servei als particulars que hi havia el 2009, 4 eren paletes, 1 lampisteria, 1 electricista i 1 restaurant.
L'any 2000 a Montceaux-lès-Meaux hi havia 3 explotacions agrícoles.

## Equipaments sanitaris i escolars
El 2009 hi havia una escola elemental.

## Poblacions més properes
El següent diagrama mostra les poblacions més properes.